# Escala al Paradís
Escala al Paradís (Κλίμαξ a l'original, Climax Paradisi o Scala en llatí) és una obra escrita per Joan Clímac als voltants de l'any 600 que mostra el camí per assolir una correcta vida religiosa per part dels monjos, representada amb una escala de trenta graons que puja al Paradís. El símbol va esdevenir una icona popular en el cristianisme medieval oriental, on es va estendre per representar la vida de qualsevol creient, un camí de perfecció on diverses temptacions feien retrocedir i les ajudes del cel feien avançar en l'escala. La tria de l'escala prové de l'escala de Jacob bíblica i els graons indiquen que la perfecció es pot assolir amb petits passos a la vida diària però que implica un procés gradual. El nombre trenta fa referència als anys que va viure Jesús abans del seu baptisme i l'inici del seu ministeri.

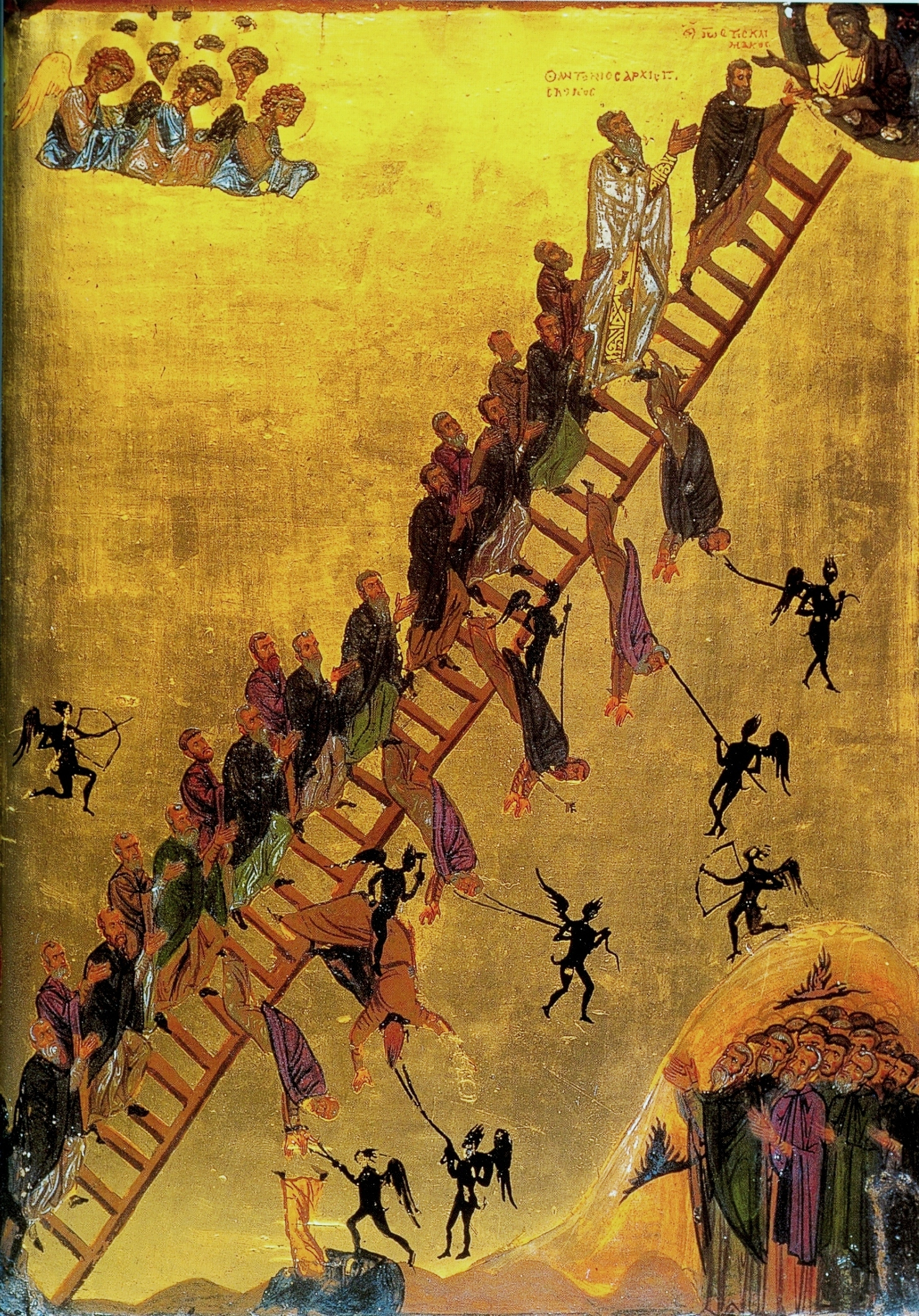
Icona representant l'escala

Cada capítol explica un aspecte de la vida cap a l'ascetisme que portarà a la santedat i inclou anècdotes i paràboles per ajudar a aplicar a la vida quotidiana els preceptes que conté. En aquest sentit la seva lectura s'ha usat com una pauta de vida, en la línia dels Exercicis espirituals o altres obres morals que afavoreixen la meditació. El seu estil, farcit de símbols i centrat en aforismes i al·lusions poètiques, es presta a diverses interpretacions que aprofundeixen en aquest caràcter.
La seva influència al cristianisme ha estat considerable, especialment entre els ortodoxos, on és de lectura habitual als monestirs, o a determinats ordes catòlics reformats com l'Orde Cistercenc de l'Estricta Observança.

## Els graons de l'escala

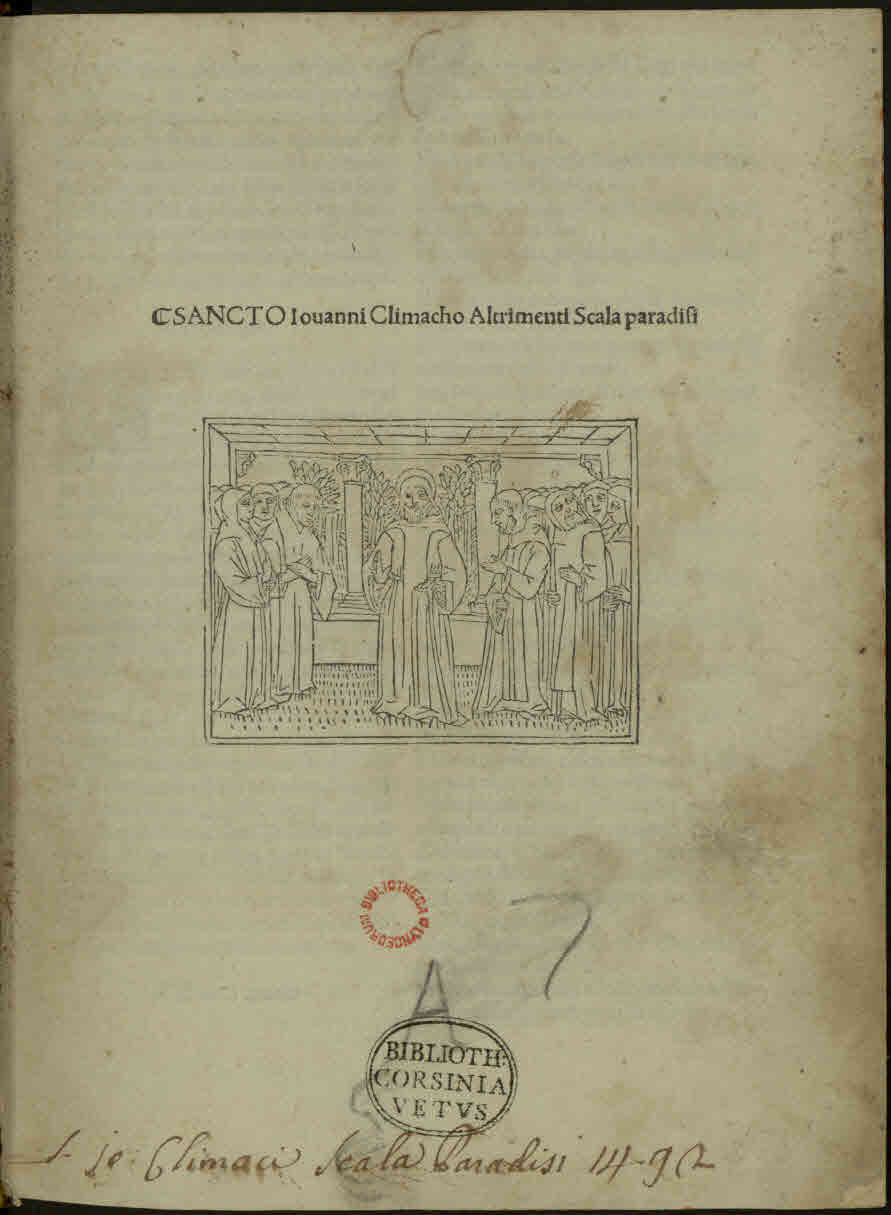
Scala paradisi, 1482

Els graons de l'escala es relacionen entre ells i habitualment s'uneixen en grups. El primer bloc conté aquells graons que allunyen la persona del món terrenal, ajudant-lo a prescindir dels lligams més físics. Així es comença a apropar-se a la infància evangèlica, a un estat d'innocència on es pot rebre millor el missatge cristià. El primer pas és la crida de la vida ascètica, el segon graó es passa a renunciar a l'aferrament, el tercer es relaciona amb els pelegrinatges (tant físics com els somnis místics). El quart pas implica l'obediència al guia espiritual (pensat específicament en capellans o superiors de monestirs).
Posteriorment convé fer penitència pels pecats comesos (graó 5), que actuen com a llasts per a l'ascensió per l'escala. El graó 6 recorda la mort i el destí divers que espera a l'ànima segons les seves obres en vida, és a dir, pensant en la salvació o condemnació eternes és més senzill tenir fortalesa per obrar rectament a la vida. La consciència d'aquesta finitud porta a una aflicció il·luminadora (graó 7).
El següent bloc (graons 8-17) se centra en vicis concrets i en les virtuts que serviran per combatre'ls. L'asceta s'allibera de la ràbia i la rancúnia, s'aparta de la mentida o la calúmnia cap als altres i lloa el silenci que li permet meditar. D'aquesta forma no caurà en l'accídia i podrà dedicar-se activament a millorar-se com a persona. Aquesta persona no està sotmesa als dictats del cos, per això rebutja la gola i la luxúria i viu una existència de castedat i contenció. Aquesta part acaba amb amonestacions per a aquells que presten massa atenció als diners o a les comoditats materials.
L'Esperit Sant pot llavors fer-se present en l'ànima dels purificats per a guiar-los en l'ascensió. Aquests es veuran temptats fortament en aquesta fase del camí. Primerament per la insensibilitat i manca de reflexió, el risc que la ment o l'esperit morin abans que el cos (graó 18). Pel mateix motiu l'excés de son impedeix estar alertes per a meditar. La covardia és el segon perill, ja que com més es puja per l'escala, més inclinació té aquesta, més complex és superar els graons i el combat suposa molt coratge interior. El darrer perill és l'orgull, el màxim pecat.
La darrera fase (a partir del graó 27) porta a l'adquisició de l'hesicasme o pau espiritual com a anticipació de l'estat de gràcia eterna, on la persona viu d'acord els preceptes divins com a hàbit, amb menys esforç, ja que els té interioritzats i entén el caràcter sagrat de la vida atorgada per Déu, que ocupa el centre dels pensaments, sentiments i accions de l'asceta. El graó 28 s'ocupa de la pregària com a comunicació directa amb la divinitat i els darrers porten a la comprensió d'alguns preceptes bàsics de la fe cristiana, com la resurrecció o la Santíssima Trinitat, que porten a la comprensió final (graó 30) permesa en aquest món.